# Philacroterium cribellatum
Philacroterium cribellatum är en mångfotingart som beskrevs av Carl Graf Attems 1928. Philacroterium cribellatum ingår i släktet Philacroterium och familjen Aphilodontidae. Inga underarter finns listade i Catalogue of Life.